# Jeux panhelléniques

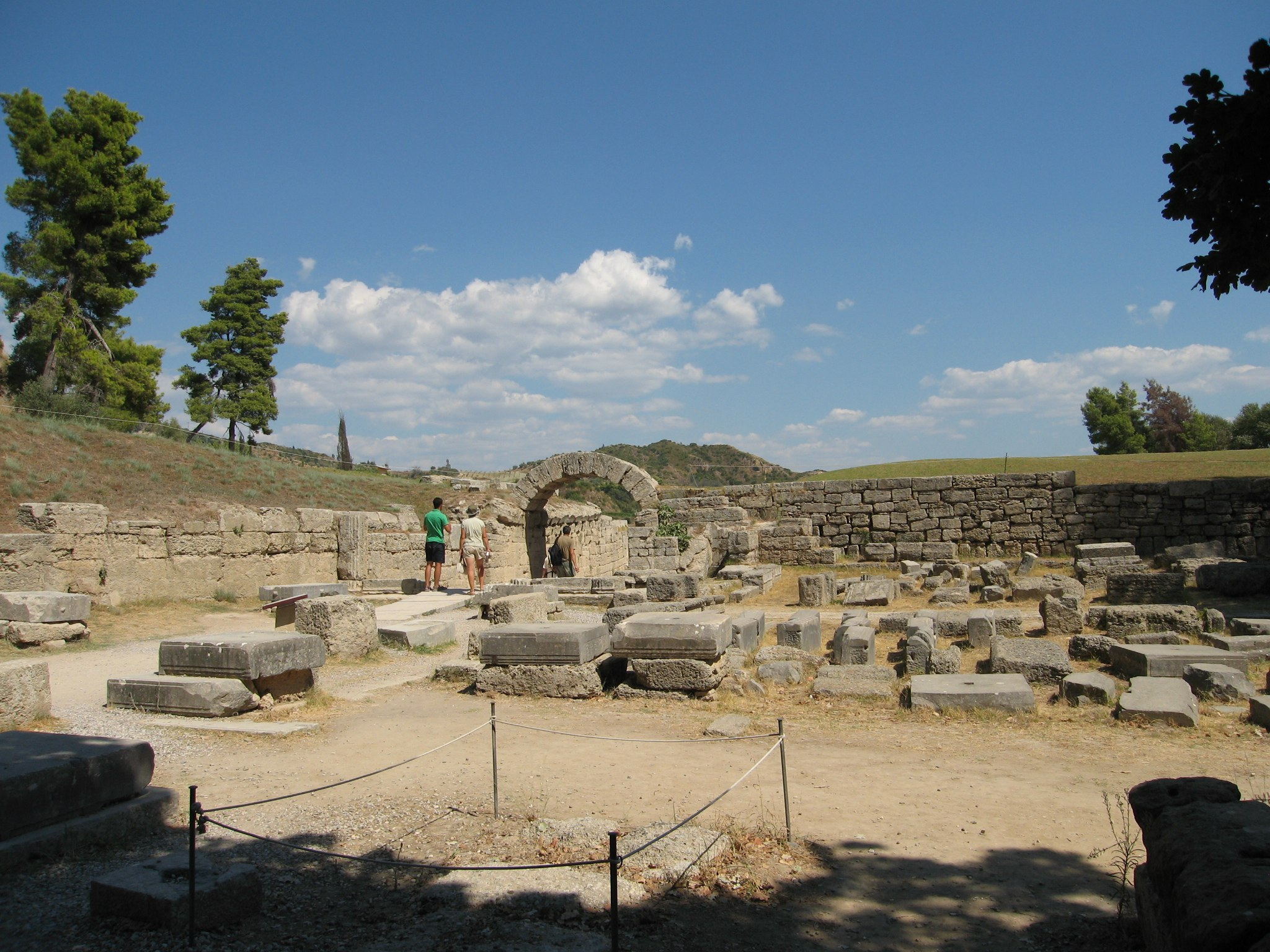
Olympie

Les Jeux panhelléniques (ou plus exactement concours panhelléniques) sont des fêtes à caractère religieux célébrées en Grèce antique en l'honneur des dieux, auxquels on participait de toutes les régions de Grèce. Ce sont des concours athlétiques réservés à l'aristocratie, dont les familles disposaient d'assez de temps et d'argent pour s'entraîner de façon prolongée, et qui attachaient une importance primordiale aux prouesses athlétiques ; par la suite, ces compétitions cessèrent d'être l'apanage de la noblesse, et des jeunes gens issus de la bourgeoisie y remportèrent aussi des victoires ; à partir du Ve siècle av. J.-C., d'autres disciplines culturelles se sont ajoutées aux épreuves athlétiques, puis les athlètes devinrent des professionnels.
Les quatre grands Jeux panhelléniques, qui forment la période des jeux publics sont :
- les Jeux olympiques à Olympie ;
- les Jeux pythiques à Delphes ;
- les Jeux isthmiques à Corinthe ;
- les Jeux néméens d'abord à Némée.

Les jeux panhelléniques ayant existé pendant plus d'un millénaire, les épreuves ont sensiblement évolué au fil du temps. Elles étaient cependant relativement semblables entre les différents jeux.

## Épreuves
À l'origine, rien ne fut plus étranger aux Grecs que la recherche de la performance physique et du record. L'idéal athlétique impliquait l'union du physique et du spirituel, tel qu'on peut l'admirer dans les chefs-d'œuvre des grands sculpteurs grecs, expression sublime d'une forme humaine digne des dieux. Il n'y avait donc pas de notion de record : on ne mesurait pas les performances des athlètes et on se contentait de comparer celles des participants. Seul le vainqueur avait droit aux honneurs, il n'y avait pas de podium pour le second ou le troisième. Excepté la course de char, toutes les épreuves dites gymniques se pratiquaient nu et les jeux étaient réservés aux hommes. Il s'agissait donc de pouvoir vérifier si c'étaient des êtres de sexe masculin. Cependant, il existait des compétitions réservées aux femmes mais beaucoup moins prestigieuses.
Les Grecs ne pratiquaient que la course en ligne droite, sur terrain plat et sans obstacles.
- stadion : course de sprint sur une longueur de stade (moins de  200m). Elle se pratiquait pieds nus ;
- diaulos : demi-fond sur deux longueurs de stade ;
- dolichos : course de fond sur 7 à 24 stades consistant en des aller-retour de stades et des virages brusques autour d'un piquet ;
- hoplitodromos : course en armes où les athlètes portent casque et bouclier.

Courses hippiques
- montée ;
- courses de char à quatre chevaux (quadrige).

Lancers
- javelot : un lacet de cuir est utilisé comme propulseur ;
- disque : le disque était plus lourd que les disques modernes : entre 1,5 et 4 kg ;
- saut : les athlètes ne pratiquaient que le saut en longueur. Il a pu se pratiquer avec élan ou sans élan en enchaînant cinq sauts. Il se pratiquait en portant des poids. Les Grecs considéraient le saut comme une épreuve de lancer du corps.

Sports de combat
- lutte ;
- pugilat : sorte de boxe ;
- pancrace : mélange de lutte et de boxe où il était permis de frapper avec toutes les parties du corps.

Épreuves combinées
- pentathlon : stadion, javelot, disque, saut et lutte. L'épreuve était basée sur l'élimination directe : le concurrent battu ne participait pas aux épreuves suivantes.

Épreuves artistiques
- concours musicaux.

## Fin des jeux
En 393, l'empereur romain Théodose Ier, sous l'influence d'Ambroise, évêque de Milan, ordonne l'abandon des rites et des lieux de culte païens dont les jeux panhelléniques faisaient partie, mais l'archéologie révèle que leurs sites sont restés habités et prospères aux IIIe et au IVe siècles jusqu'au règne de Théodose II († 450).